# Giovanni Lanza

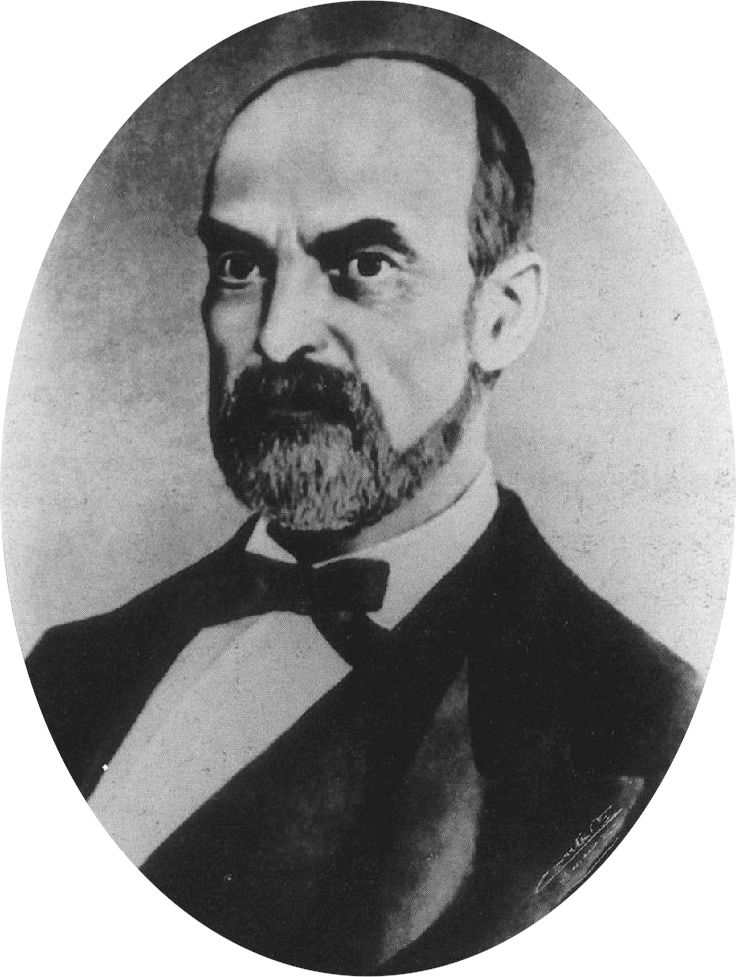
Giovanni Lanza.

Domenico Giovanni Giuseppe Maria Lanza (Casale Monferrato, 15 februari 1810 - Rome, 9 maart 1882) was van 1869 tot 1873 premier van Italië.

## Levensloop
Hoewel Giovanni Lanza promoveerde tot doctor in de medicijnen, was hij niet zo lang actief als arts en werkte liever op zijn landgoed.
In 1848 trad hij als vrijwilliger toe tot het leger en werd vervolgens van 1848 tot aan de vereniging van Italië lid van het Parlement van Piëmont. In het parlement ondersteunde hij in het begin extreemlinks, maar behoorde later tot de conservatieve fractie. In 1852 werd hij ondervoorzitter van het parlement en in 1855 ondersteunde hij de toetreding van Piëmont-Sardinië tot de Krimoorlog.
In november 1855 werd Lanza minister van Cultuur in de regering van Camillo Benso di Cavour en dit tot in juli 1859. In deze functie was hij een geduchte hervormer die werd voortgezet door zijn opvolger.
In 1860 was hij kort parlementsvoorzitter en na de vereniging van Italië was hij van 1867 tot 1868 en van 1869 tot 1870 voorzitter van de Kamer van Afgevaardigden.
Van 1864 tot 1865 was hij minister van Binnenlandse Zaken in de regering van Alfonso Ferrero La Marmora en stelde in deze functie voor om de hoofdstad te verplaatsen van Turijn naar Florence.
Van mei 1869 tot juli 1873 was hij eerste minister. Hij deed economische hervormingen en bij de oorlog tussen Frankrijk en Pruisen stelde Italië zich neutraal op. In september 1870 werd Rome tevens bij Italië aangesloten.